# Tabina
Tabina est une localité de la province du Zamboanga du Sud, aux Philippines. En 2015, elle compte 25 061 habitants.